# Kedung Kebo
Kedung Kebo is een bestuurslaag in het regentschap Pekalongan van de provincie Midden-Java, Indonesië. Kedung Kebo telt 2630 inwoners (volkstelling 2010).

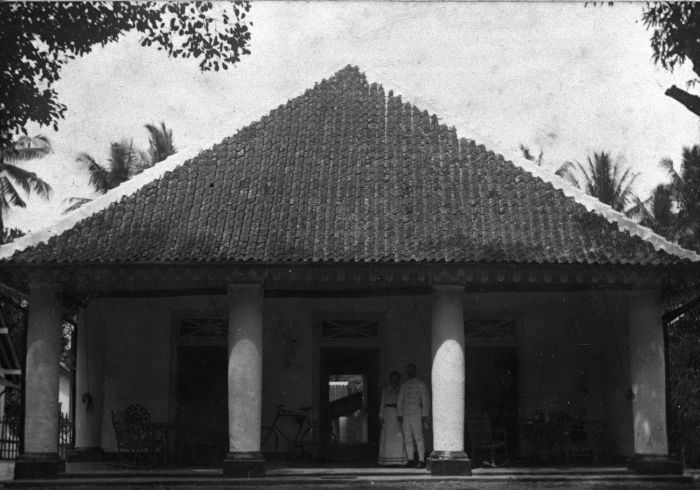
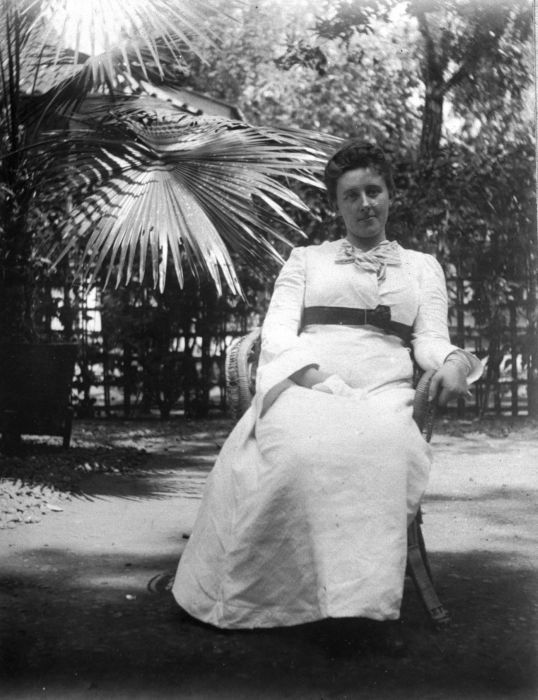